# Пйотровиці (Любуське воєводство)
Пйотровиці (пол. Piotrowice, нім. Klein Petersdorf) — село в Польщі, у гміні Ліпінки-Лужицькі Жарського повіту Любуського воєводства.
Населення — 23 особи (2011).
У 1975-1998 роках село належало до Зеленогурського воєводства.

## Демографія
Демографічна структура станом на 31 березня 2011 року:
|          | Загалом | Допрацездатний вік | Працездатний вік | Постпрацездатний вік |
| -------- | ------- | ------------------ | ---------------- | -------------------- |
| Чоловіки | 14      | 3                  | 9                | 2                    |
| Жінки    | 9       | 2                  | 6                | 1                    |
| Разом    | 23      | 5                  | 15               | 3                    |